# Aberystwyth
Aberystwyth is een plaats (town) in Wales, in het bestuurlijke graafschap Ceredigion en het ceremoniële behouden graafschap Dyfed.
De kuststad ligt aan de monding van de Ystwyth (dit is ook de betekenis van de naam) en de Rheidol in Cardigan Bay, een inham van de Ierse Zee. Aberystwyth heeft ongeveer 18.000 inwoners (status 2005), in de wijde omgeving is geen enkele stad van enig formaat te vinden. Het is een historische marktstad, met veel moderne gebouwen, maar ook een flink aantal historische, zoals de ruïne van een 13e-eeuwse kasteel.
Aberystwyth is een belangrijk centrum van wetenschap (onder andere op het gebied van de plantenveredeling) en bezit het oudste 'college' van de Universiteit van Wales (Aberystwyth-universiteit, gesticht in 1872). Ook van belang is de Nationale Bibliotheek van Wales (1907), die over een handschriftenverzameling beschikt.

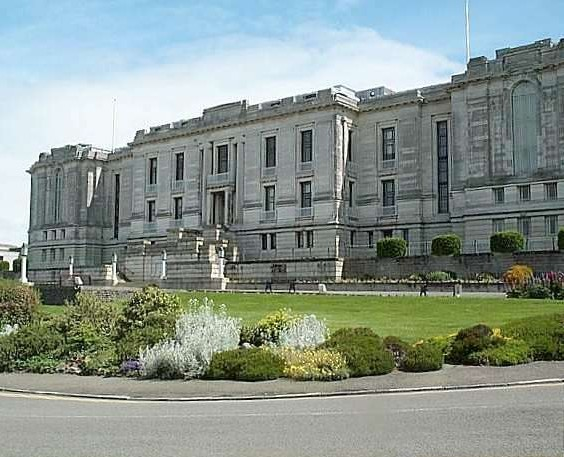
Nationale Bibliotheek van Wales

## Geboren
- John Ainsworth-Davis (1895-1976), atleet
- Roger Rees (1944-2015), acteur
- Michael Peterson (1952), veroordeeld crimineel
- Aneirin Hughes (1958), acteur
- Gwyneth Keyworth (1990), actrice
- Stephen Williams (1996), wielrenner

## Trivia
- De televisieserie Hinterland is voor een groot deel opgenomen in Aberystwyth.